# Pont du Manoir
Le viaduc ferroviaire du Manoir franchit la Seine sur une longueur de deux cent dix mètres sur le territoire de la commune du Manoir. C'est un ouvrage d'art de la ligne Paris-Saint-Lazare - Le Havre.

## Situation ferroviaire
D'une longueur de 210 m (culées comprises), il est situé entre les points kilométriques 115,495 et 115,705 de la ligne de Paris-Saint-Lazare au Havre entre la gare (fermée) de Léry - Poses et celle de Pont-de-l'Arche.

## Historique
Lors de l'ouverture de la section de ligne de Colombes-Embranchement (La Garenne-Colombes) à Rouen (Saint-Sever) le 9 mai 1843, ce pont était en maçonnerie et en bois. Il a été modifié en 1854 par la pose d'arcs en fonte. En 1893, il a été remplacé par un ouvrage en fer qui a été partiellement détruit le 10 juin 1940 et remis définitivement en état en 1941. Il a été à nouveau détruit par les bombardements de mai 1944. Après la pose d'un pont provisoire, il a été totalement reconstruit en 1946.